# 한국청소년육성회
한국청소년육성회(Korea Association For Youth Service, KAYS)는 대한민국의 정부 조직인 청소년보호대책위원회에서 시작된 청소년 육성 단체이다. 서울특별시립 서울청소년센터, 서울시청소년상담복지센터 등의 청소년 시설을 위탁 운영하고 있다.

## 주요 인물
- 문헌일 제22대 회장
- 김창룡 제25대 회장<ref>https://www.newsis.com/view/NISX20240202_0002614443<ref>